# Arnold Vanderlyde
Arnold Vanderlyde est un boxeur néerlandais né le 24 janvier 1963 à Sittard.

## Carrière
3 fois médaillé de bronze aux Jeux olympiques dans la catégorie poids lourds (à Los Angeles en 1984, Seoul en 1988 et Barcelone en 1992), il remporte également au cours de sa carrière amateur 2 médailles d'argent aux championnats du monde de Reno en 1986 et de Sydney en 1991 ; 3 titres européens à Turin en 1987, Athènes en 1989 et Göteborg en 1991 ainsi que la médaille de bronze à Budapest en 1985.

## Parcours auxJeux olympiques
Jeux olympiques d'été de 1984 à Los Angeles (poids lourds) :
- Bat Egerton Forster (Sierra Leone) 4-1
- Bat Georgios Stefanopoulos (Grèce) 5-0
- Perd contre Willie DeWitt (Canada) 2-3

 Jeux olympiques d'été de 1988 à Séoul (poids lourds) :
- Bat Henry Akinwande (Grande-Bretagne) 3-2
- Bat Gyula Alvics (Hongrie) 5-0
- Perd contre Ray Mercer (États-Unis) par arrêt de l'arbitre à la 2e reprise

 Jeux olympiques d'été de 1992 à Barcelone (poids lourds) :
- Bat Emilio Leti (Samoa) 14-0
- Bat Sung-Bae Chae (Corée du Sud) 14-13
- Bat Paul Douglas (Irlande) par arrêt de l'arbitre à la 1re reprise
- Perd contre Félix Savón (Cuba) 3-23